# Nadur
Nadur (lub Il-Nadur) – jedna z jednostek administracyjnych na Malcie.

## Zabytki
- rzymskokatolicka Bazylika św. Piotra i św. Pawła z XVII wieku.

## Współpraca
Miejscowość partnerska:
- Bièvre, Belgia